# Nicht übertragbare Einzelstimmgebung
Die nicht übertragbare Einzelstimmgebung (englisch single non-transferable vote, abgekürzt SNTV, ‚Einfache nicht-übertragbare Stimme‘) ist ein Wahlsystem, das in Wahlkreisen zur Anwendung kommt, in denen mehr als ein Vorschlag ausgewählt werden soll (Mehrpersonen- oder Mehrmandatswahlkreise).

## Wahlmethode
Jeder Wähler hat nur eine Stimme, die er Kandidaten geben kann, die für mehrere Posten zur Wahl stehen. In einem Wahlkreis mit n zu vergebenen Posten werden dann die n Kandidaten mit den meisten Stimmen gewählt.

### Beispiel
Bei der Wahl 2013 zum Parlament der japanischen Präfektur Tokio bewarben sich im Fünfmandatswahlkreis Edogawa sieben Kandidaten aus fünf Parteien. Das Wahlergebnis war wie folgt
| Kandidat         | Partei | Partei                             | Stimmen | Anteil  | Ergebnis |
| ---------------- | ------ | ---------------------------------- | ------- | ------- | -------- |
| Kazuhiko Ueno    |        | Gerechtigkeitspartei (Kōmei)       | 45.490  | 20,9 %  | Gewählt  |
| Satoshi Udagawa  |        | Liberaldemokratische Partei (LDP)  | 44.956  | 20,7 %  | Gewählt  |
| Kazuaki Tajima   |        | Liberaldemokratische Partei (LDP)  | 36.249  | 16,7 %  | Gewählt  |
| Reiko Ueda       |        | Jedermannpartei (Minna)            | 31.139  | 14,3 %  | Gewählt  |
| Yuriko Kōno      |        | Kommunistische Partei Japans (KPJ) | 25.783  | 11,8 %  | Gewählt  |
| Ikuko Tanoue     |        | Demokratische Partei (DP)          | 23.947  | 11,0 %  |          |
| Hisashi Sasamoto |        | Demokratische Partei (DP)          | 10.053  | 4,6 %   |          |
| Summe            | Summe  | Summe                              | 217.617 | 100,0 % |          |

Bei diesem Ergebnis erhielt die Demokratische Partei kein Mandat, obwohl sie in der Addition der Stimmen für ihre Kandidaten an dritter Stelle lag:
| Partei | Partei | Stimmen | Anteil  | Sitze |
| ------ | ------ | ------- | ------- | ----- |
|        | LDP    | 81.205  | 37,3 %  | 2     |
|        | Kōmei  | 45.490  | 20,9 %  | 1     |
|        | DP     | 34.000  | 15,6 %  | 0     |
|        | Minna  | 31.139  | 14,3 %  | 1     |
|        | KPJ    | 25.783  | 11,8 %  | 1     |
| Summe  | Summe  | 217.617 | 100,0 % | 5     |

### Taktische Wahl und Nominierung
Der Anreiz für taktisches Wählen ist bei der einfachen nicht-übertragbaren Stimme sehr hoch. Da der Wähler nur eine Stimme hat, sollte der Wähler die Stimme einem Kandidaten geben, der einerseits eine Chance hat zu gewinnen, andererseits aber nicht ohnehin schon einen großen Stimmenvorsprung hat. Auch die Parteien müssen vor der Wahl genau abschätzen, wie groß ihr Wählerpotential ist, und dementsprechend ihre Kandidaten taktisch nominieren.
In obigem Beispiel hätte die LDP unter Umständen sogar drei Kandidaten durchbringen können, wenn die Wähler der Partei ihre Stimmen optimal auf diese Kandidaten verteilt hätten: Bei gleichem Gesamtergebnis für die Partei (81,205 Stimmen) hätten drei LDP-Kandidaten mit 27,000, 27,005 und 27,200 den KPJ-Kandidaten auf den sechsten Platz verdrängt.
| Kandidat                      | Partei | Partei | Stimmen | Anteil  | Ergebnis |
| ----------------------------- | ------ | ------ | ------- | ------- | -------- |
| Kazuhiko Ueno                 |        | Kōmei  | 45.490  | 20,9 %  | Gewählt  |
| Reiko Ueda                    |        | Minna  | 31.139  | 14,3 %  | Gewählt  |
| Hypothetischer LDP-Kandidat 1 |        | LDP    | 27.200  | 12,5 %  | Gewählt  |
| Hypothetischer LDP-Kandidat 2 |        | LDP    | 27.005  | 12,4 %  | Gewählt  |
| Hypothetischer LDP-Kandidat 3 |        | LDP    | 27.000  | 12,4 %  | Gewählt  |
| Yuriko Kōno                   |        | KPJ    | 25.783  | 11,8 %  |          |
| Ikuko Tanoue                  |        | DP     | 23.947  | 11,0 %  |          |
| Hisashi Sasamoto              |        | DP     | 10.053  | 4,6 %   |          |
| Summe                         | Summe  | Summe  | 217.617 | 100,0 % |          |

Unter der (je nach der Personalisierung des politischen Systems und den örtlichen Verhältnissen nicht oder nur eingeschränkt zutreffenden) Annahme, dass die Wähler ihre Wahlentscheidung nur aufgrund der Parteizugehörigkeit und nicht nach anderen, persönlichen Eigenschaften der Kandidaten treffen, hätte die Demokratische Partei in obigem Beispiel einen Sitz gewinnen können, wenn sie nur einen Kandidaten aufgestellt hätte und dieser alle Parteistimmen auf sich vereinigt hätte.
| Kandidat                   | Partei | Partei | Stimmen | Anteil  | Ergebnis |
| -------------------------- | ------ | ------ | ------- | ------- | -------- |
| Kazuhiko Ueno              |        | Kōmei  | 45.490  | 20,9 %  | Gewählt  |
| Satoshi Udagawa            |        | LDP    | 44.956  | 20,7 %  | Gewählt  |
| Kazuaki Tajima             |        | LDP    | 36.249  | 16,7 %  | Gewählt  |
| Hypothetischer DP-Kandidat |        | DP     | 34.000  | 15,6 %  | Gewählt  |
| Reiko Ueda                 |        | Minna  | 31.139  | 14,3 %  | Gewählt  |
| Yuriko Kōno                |        | KPJ    | 25.783  | 11,8 %  |          |
| Summe                      | Summe  | Summe  | 217.617 | 100,0 % |          |

Diese Art des taktischen Wahlverhaltens ließe sich durch eine Umstellung des Wahlverfahrens auf die Übertragbare Einzelstimmgebung (Single Transferable Vote) vermeiden, da dort nicht benötigte Stimmen sowie die Stimmen der schwächsten Kandidaten gemäß den Präferenzen der Wähler übertragen werden.
Den Fall, dass – wie die Demokratische Partei im Beispiel – eine Partei zu viele Kandidaten nominiert, d. h., sie nach ihrem Stimmenanteil mit weniger Kandidaten mehr Mandate hätte gewinnen können, nennt man im Englischen overnomination. Als undernomination bezeichnet man es, wenn eine Partei zu wenige Kandidaten nominiert hat und Stimmen „verschwendet“, d. h., sie durch zusätzliche Nominierungen mehr Mandate hätte gewinnen können. Den Prozess der bewussten taktischen Verteilung von Wählerstimmen auf verschiedene Kandidaten bezeichnet man als [vote] allocation.

## Anwendung

### Puerto Rico
In Puerto Rico, wo SNTV als representación por acumulación bekannt ist, wird das Verfahren bei der Wahl von Senat und Repräsentantenhaus angewendet.

### Taiwan
In Taiwan wurde SNTV bis 2004 bei der Wahl des Legislativ-Yuans angewendet. Dort entwickelten einige Parteien ein einfaches und effektives System der vote allocation, nach dem die Wähler einer Partei sich anhand ihres Geburtsdatums zwischen verschiedenen Kandidaten dieser Partei entscheiden sollten, um so eine gleichmäßige Stimmenverteilung zu erreichen.

### Japan
In Japan wird ein Großteil der Oberhausmandate über SNTV vergeben. Bis zur Wahlrechtsreform von 1994 wurde auch das Unterhaus nach dieser Methode gewählt, wobei in jedem Wahlkreis durchschnittlich etwa vier Abgeordnete gewählt wurden. Oft kandidierten Bewerber derselben Partei gegeneinander, insbesondere aus den konkurrierenden Faktionen der regierenden Liberaldemokratischen Partei (LDP). Sitze in Präfektur- und Kommunalparlamenten werden ebenfalls durch SNTV vergeben. In Japan werden gleichzeitig Mehr- und Einmandatswahlkreise verwendet; bei n=1 wird SNTV identisch zur einfachen Mehrheitswahl.

### Polen
In Polen wurde SNTV bei den Wahlen zum Senat in den Jahren 1989–2011 angewandt, zunächst mit 47 Zweimandatswahlkreisen (ein Wahlkreis pro Woiwodschaft) und zwei Dreimandatswahlkreisen (Woiwodschaft Warschau und Woiwodschaft Kattowitz), dann ab 2001 nach dem neuen Zuschnitt von Woiwodschaften mit Zwei-, Drei- und Viermandatswahlkreisen. Diese Regelung wurde zugunsten der Mehrheitswahl aufgegeben.

### Jordanien
1993 setzte König Hussein die Einführung von SNTV durch. Zuvor hatten die Wähler in jedem Wahlkreis so viele Stimmen, wie Sitze zu vergeben waren, wovon die dem König feindlich gesinnten Muslimbrüder profitierten.

### Afghanistan
Auch die Parlamentswahlen in Afghanistan seit 2005 finden nach dem SNTV-Wahlsystem statt.